# 에이스 벤츄라
《에이스 벤츄라》(영어: Ace Ventura: Pet Detective)는 미국에서 제작된 톰 셰이디액 감독의 1994년 코미디 영화이다. 짐 캐리, 숀 영, 코트니 콕스 등이 출연하였고, 제임스 G. 로빈슨 등이 제작에 참여하였다.

## 출연
- 짐 캐리 - 에이스 벤투라 역
- 숀 영 - 로이스 아인혼 경위 / 레이 핑클 역
- 코트니 콕스 - 멀리사 로빈슨 역
- 톤 로크
- 댄 머리노
- 노블 윌링햄
- 레이노어 샤인
- 타이니 론
- 우도 키어
- 데이비드 마귤리스
- 빌 주커트
- 리베카 퍼라티
- 마크 마골리스
- 카니발 코프스

## 기타 제작진
- 공동 제작: 피터 보가트, 밥 이즈리얼
- 배역: 메리 조 슬레이터
- 미술: 윌리엄 A. 엘리엇
- 세트: 스콧 제이컵슨
- 의상: 보비 리드

## 우리말 녹음
SBS 성우진
- 오세홍 - 에이스 벤투라 (짐 캐리)
- 홍승옥 - 아인혼 (숀 영)
- 임은정 - 멀리사 (코트니 콕스)
- 박상일
- 김정경
- 안정현
- 조동희
- 송연희
- 이종오
- 이종구
- 박영화
- 임성표
- 김태웅
- 김강산